# Trinidad a Tobago na Letních olympijských hrách 2008
Trinidad a Tobago na Letních olympijských hrách 2008 reprezentovalo 28 sportovců (17 mužů a 11 žen) ve 4 sportech.

## Medailisté
| Medaile | Jméno                                                                                  | Sport    | Disciplína                  |
| ------- | -------------------------------------------------------------------------------------- | -------- | --------------------------- |
| Stříbro | Richard Thompson                                                                       | Atletika | Muži 100 metrů              |
| Stříbro | Richard Thompson Keston Bledman Marc Burns Emmanuel Callander Aaron Armstrong (rozběh) | Atletika | Muži štafeta muži 4 × 100 m |